# Polyradikulitis
Unter einer Polyradikulitis, auch Polyneuroradikulitis,  versteht man in der Medizin eine infektiöse oder autoimmunvermittelte Entzündung mehrerer Nervenwurzeln. Diese kann im Rahmen verschiedener Erkrankungen auftreten:
- Guillain-Barré-Syndrom und die Landry-Paralyse als dessen fulminante Verlaufsform
- Chronisch inflammatorische demyelinisierende Polyneuropathie (CIDP)
- Miller-Fisher-Syndrom
- Denny-Brown-Syndrom
- Elsberg-Syndrom
- Bannwarth-Syndrom bei Lyme-Borreliose
- Komplikation bei Diabetes mellitus
- Frühsommer-Meningoenzephalitis